# Illusione di Jastrow

Figura n. 1

Figura n. 2

L'illusione di Jastrow, denominata anche illusione di Wundt-Jastrow è un'illusione ottica scoperta dallo psicologo statunitense Joseph Jastrow nel 1889. L'illusione è composta da due figure identiche, ma percettivamente quella inferiore appare più lunga.

## Configurazione illusoria e no
Come si può vedere nella figura 1 le due linee sono disposte in modo che il bordo sinistro della figura A continui con quello della figura B, con questa configurazione si crea l'effetto illusorio.
Se si dispongono le due figure che compongono l'illusione in modo perfettamente verticale l'una sopra l'altra, l'effetto illusorio scompare e le due figure A e B appaiono identiche (Figura 2).

## Utilizzo in neuropsicologia

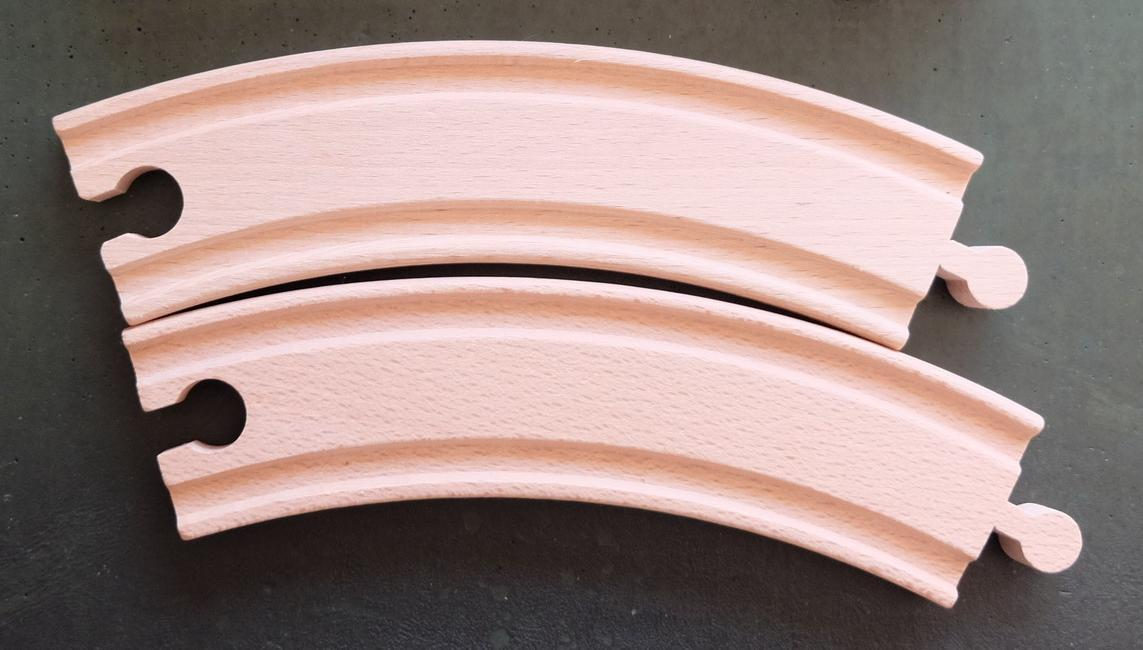
Due binari giocattolo esattamente identici

Questa illusione, in una variante particolare,  viene utilizzata tuttora come strumento in neuropsicologia per testare la presenza di Negligenza spaziale unilaterale. I vantaggi dell'utilizzo dell'illusione di Jastrow risiede nel tipo di risposta che il paziente deve fornire. Infatti non è necessario dare una risposta verbale in quanto è sufficiente indicare la linea più lunga. Pertanto questo test è utilizzabile anche in pazienti afasici purché sia preservato un certo grado di comprensione.
I dati psicometrici di questo test (composto da 40 illusioni) mostrano che i soggetti non cerebrolesi ottengono il 100% di risposte corrette, i cerebrolesi sinistri il 99,6%, ma i cerebrolesi destri il 40% manifestando negligenza spaziale unilaterale. La validità concorrente è stata ottenuta confrontando i risultati con la bisezione di linee. I risultati ottenuti sono molto simili. Questa similitudine emerge in quanto al paziente è richiesto un giudizio complessivo globale in entrambi i compiti.